# Министерство по управлению государственным имуществом Свердловской области
Министерство по управлению государственным имуществом Свердловской области (МУГИСО) — региональное министерство в Свердловской области России, управляющее государственным имуществом в этом регионе — прежде всего недвижимостью. Подчинено Правительству Свердловской области.

## Функции и структура
Согласно официальному описанию, на территории Свердловской области ведомство «осуществляет полномочия»: 
1. «в сфере управления и распоряжения государственным имуществом»;
2. «в сфере создания, деятельности, реорганизации и ликвидации юридических лиц»;
3. «в сфере управления и распоряжения земельными ресурсами»;
4. «в сфере рекламы»;
5. «в сфере управления и распоряжения жилыми помещениями государственного жилищного фонда»;
6. «по учету объектов государственной собственности»;
7. «в сфере выявления и государственного учёта объектов культурного наследия»;
8. «в сфере государственной охраны объектов культурного наследия»;
9. «в сфере государственного надзора за объектами культурного наследия»;
10. «в области сохранения, использования, популяризации и государственной охраны объектов культурного наследия»;
11. «главного распорядителя бюджетных средств»;
12. «в сфере охраны труда»;
13. «иные полномочия, необходимые для обеспечения его деятельности».

Руководящие органы МУГИСО расположены в Екатеринбурге по адресу ул. Мамина-Сибиряка, 111.
Главой министерства в последние годы был Алексей Валерьевич Пья́нков. Он занял эту должность в 2012 году после назначения губернатором области Евгения Куйвашева и считается «членом его команды». До него ведомство возглавлял Виталий Недельский, являвшийся «членом команды» предыдущего губернатора Александра Мишарина. В связи с арестом Пьянкова в апреле 2016 года и. о. главы был назначен Сергей Зырянов.

## Особенности работы
В силу специфики деятельности МУГИСО ведомство систематически фигурирует в сообщениях СМИ о резонансных событиях, связанных с землёй и знаковыми объектами недвижимости Свердловской области. Среди таких объектов — снесённая телебашня, «Ельцин-центр», стадионы разного назначения (например, Екатеринбург Арена, где проходили матчи чемпионат мира по футболу 2018), здание фонда «Город без наркотиков» и многие другие.

### Арест Алексея Пьянкова
26 апреля 2016 года министра Алексея Пьянкова задержали правоохранительные органы после проведения обыска у него дома и допроса «по подозрению в получении многомиллионных взяток и подстрекательстве к растрате бюджетных средств». Было заведено уголовное дело, ряд его эпизодов касается растраты средств, выделяемых из федерального бюджета на подготовку Чемпионата мира по футболу 2018 года, который частично будет проходить в Екатеринбурге. Вместе с Пьянковым были задержаны четыре высокопоставленных сотрудника ведомства.
Следствие попросило арестовать Пьянкова на 2 месяца, 28 апреля суд удовлетворил ходатайство и отправил Пьянкова в городской СИЗО № 1, расположенный напротив Центрального стадиона, с которым связывают предполагаемые махинации министра и его подчинённых (на время чемпионата планируется вывезти контингент СИЗО, план его сноса был отвергнут).
Ситуация вызвала значительный общественный резонанс и ожидания масштабных негативных последствий для областной власти. Начались следственные мероприятия, в том числе обыски на различных связанных с МУГИСО объектах, и судебные заседания.
Впоследствии Пьянков был переведён под домашний арест, а 24 октября 2016 года выпущен под залог.
8 ноября 2016 г. при назначении нового правительства области губернатор Евгений Куйвашев неожиданно вновь назначил находящегося под следствием Пьянкова и. о. министра госимущества. На следующий день Пьянков объявил, что отказывается от должности, так как считает, что следствие должно быть доведено до конца. Ведомство вновь возглавил Сергей Зырянов.
В июне 2021 года правоохранительные органы объявили Пьянкова главой преступной группы, использовавшей МУГИСО в целях наживы, и провели ряд задержаний его сообщников. В ночь с 8 на 9 июня сотрудники Следственного комитета и УФСБ провели обыски по 11 адресам фигурантов дела, в том числе дома у самого Пьянкова в элитном ЖК «Тихвин»: в его отсутствие силовики взломали двери, при этом местонахождение бывшего министра и его бывшего заместителя Артема Богачева осталось неизвестным.
В августе 2024 года в Оренбургской области был арестован один из заместителей Пьянкова — Александр Самбурский, занимавший до этого должность министра природных ресурсов, экологии и имущественных отношений Оренбургской области.